# Dunquerque
Dunquerque (em francês Dunkerque; em neerlandês, Duinkerke; em picardo: Dunkèke; em flamengo ocidental Duynkercke) é uma cidade portuária no norte de França, no departamento do Nord, região de Altos da França, situada a 10 km da fronteira com a Bélgica. Tem cerca de 70 mil habitantes. Está ligada por ferry-boat a Ramsgate e Dover, em Inglaterra.
Dunquerque é o terceiro maior porto francês, depois de Le Havre e Marselha. É também uma cidade industrial, dependente do aço, indústria alimentar, refinação de petróleo, estaleiros navais e indústria química.
Historicamente, a cidade e seus arredores pertenceram ao Condado de Flandres e fazem parte da zona linguística flamenga.
Em Dunquerque fala-se um dialeto muito particular - dunkerquois - com palavras tomadas de empréstimo à linguagem dos marinheiros e ao flamengo ocidental .

## História
O nome de Dunquerque provém do neerlandês Duinkerk, que significa « igreja nas dunas». 
Segundo a tradição, a cidade foi fortificada pelo  filho de Pepino de Landen, o terrível Allowyn, um franco convertido por Santo Elói. Assim, Dunquerque foi a única cidade da costa, até Saint-Omer, a ser preservada contra os ataques e pilhagens dos normandos. Hoje em dia, Allowyn "reaparece" todos os anos como Reuze (reuze em flamengo significa "gigante"), para presidir a saída do tradicional bando dos pescadores, durante o carnaval de Dunkerque.
Em 960, Balduíno III, dito Balduíno o Jovem, quarto conde de Flandres, faz construir as primeiras muralhas da cidade.
Em 1383 a Dunkerque flamenga é pilhada pelos ingleses e depois, pelos franceses.
A partir do século XVI, Dunquerque passou a ser possessão - juntamente com o território dos Países Baixos espanhóis - dos Habsburgos espanhóis. Em 1520, Carlos V, 31° conde de Flandres, é recebido triunfalmente na cidade.
Dunquerque foi disputada em diferentes ocasiões pelas coroas de Inglaterra, Países Baixos e França. Durante a Guerra de Flandres (1568-1648) e no reinado de Luís XIV, serviu como base de operações de corsários, sendo Jan Bart o mais famoso deles - conhecido por atacar os barcos holandeses. 
A cidade foi tomada pelos ingleses sob Filipe II da Espanha, conde de Flandres, e retomada pelos franceses em 1558. Pelo Tratado de Cateau-Cambraisis os franceses a cedem à Espanha em 1559. 
Sitiada por Turenne, em 25 de maio de 1658, após a batalha das Dunas, a cidade se rende aos franceses, em 25 de junho. Na mesma noite, Luís XIV a entrega a Oliver Cromwell, segundo o acordado por Inglaterra e França pelo Tratado de Paris do ano anterior. 
Dunquerque será definitivamente incorporada ao reino da França em 1662, depois que  Carlos II da Inglaterra vende a cidade à França, por 5 milhões libras - embora o pagamento nunca tenha sido completado.  

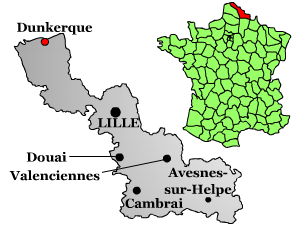
Localização de Dunquerque, no departamento do Nord, França.

A construção dos sistemas defensivos da cidade ficou a cargo do engenheiro militar Vauban, que também desenvolve o seu porto. Mais tarde, em 1713, pelo Tratado de Utrecht, a França será obrigada a inundar o porto e a arrasar as fortificações, o que entretanto não foi executado senão em parte, e Luís XV voltou a fortificá-la.
Em 1793, o duque de York tenta inutilmente tomar a cidade. Após a batalha de Hondschoote, a cidade é renomeada Duna Livre.
Durante a Primeira Guerra Mundial, Dunquerque é duramente bombardeada por diversas vezes. A Igreja de Santo Elói (construída em meados do século XV) é parcialmente destruída.
Mas a cidade sofreria especialmente durante a Segunda Guerra Mundial, tendo sido palco da célebre Batalha de Dunquerque, em 1940. Uma pausa na intensidade dos combates permitiu inesperadamente a evacuação de um grande número de soldados franceses e britânicos para Inglaterra. Mais de 300 mil homens foram evacuados apesar do bombardeamento constante ("o milagre de Dunquerque", nas palavras de Winston Churchill). A evacuação britânica de Dunquerque recebeu o nome de código Operação Dínamo.